# Посёлок совхоза «Смена»
Посёлок совхоза «Смена» — посёлок в Захаровском районе Рязанской области, административный центр Сменовского сельского поселения.

## География
Посёлок расположен в 11 км на юг от районного центра села Захарово. 

## История
Образован перед Великой Отечественной войной как свиноводческий совхоз «Пионер» Гладко-Высельского сельсовета Захаровского района, позднее — совхоз «Смена».  
С 2005 года посёлок является административным центром Сменовского сельского поселения.

## Население
| 2010 | 2023 |
| ---- | ---- |
| 447  | ↘388 |

## Инфраструктура
В посёлке имеются Сменовсий филиал МОУ Захаровская СОШ № 1, фельдшерско-акушерский пункт, дом культуры, отделение почтовой связи.